# Cuenca del río Toltén
La cuenca del río Toltén es el espacio natural comprendido por la cuenca hidrográfica del río Toltén. Este espacio coincide con el espacio administrativo homónimo definido en el inventario de cuencas de Chile con el número 094 que se extiende desde la divisoria de las aguas en la cordillera de los Andes hasta su desembocadura en el océano Pacífico. Se subdivide en 4 subcuencas y 30 subsubcuencas con un total de 8193 km².
A partir de la década de 1970 se ha ampliado el concepto de cuenca hasta entender, ya en los primeros años del siglo XXI, una cuenca hidrográfica en lo que respecta a su definición espacial y funcional, como la unidad geopolítica y socioeconómica más apropiada y racional para el desarrollo integrado de los recursos de tierras y aguas asociados a la vegetación y en conjunto con los usuarios de nivel local y regional.: 17 

Cuenca hidrográfica del río Toltén.

## Límites y relieve

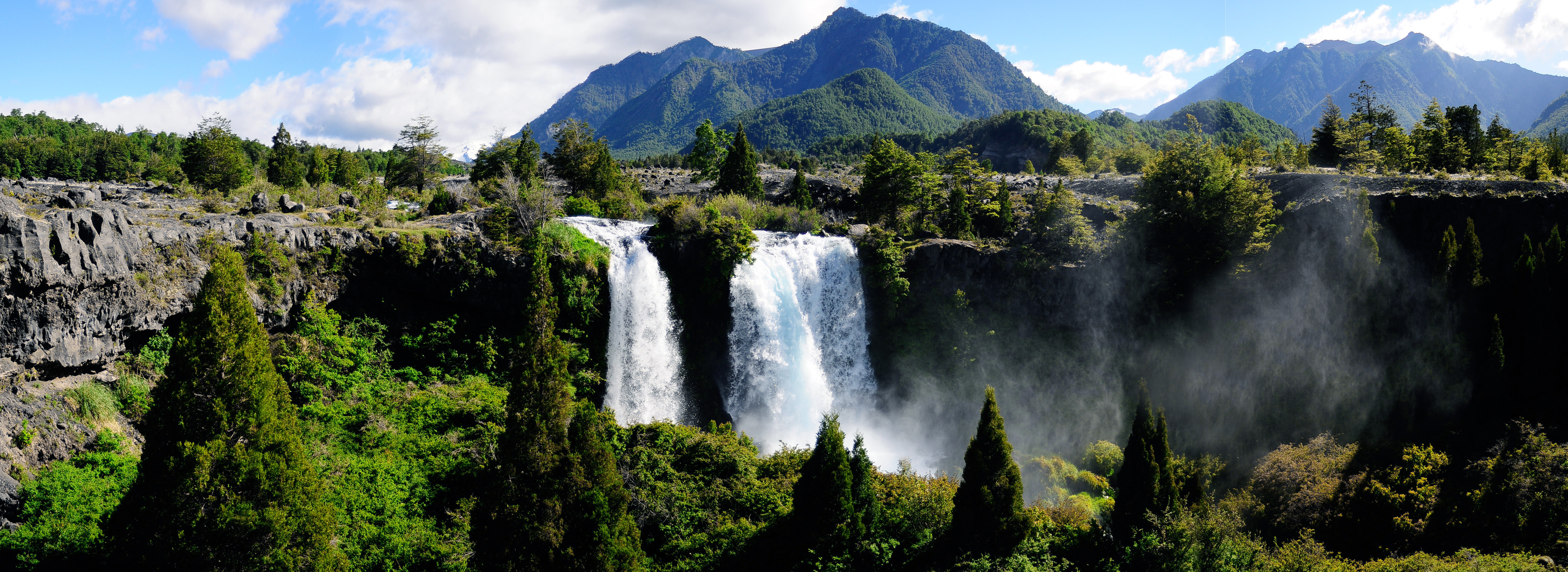
Salto de Truful-Truful.

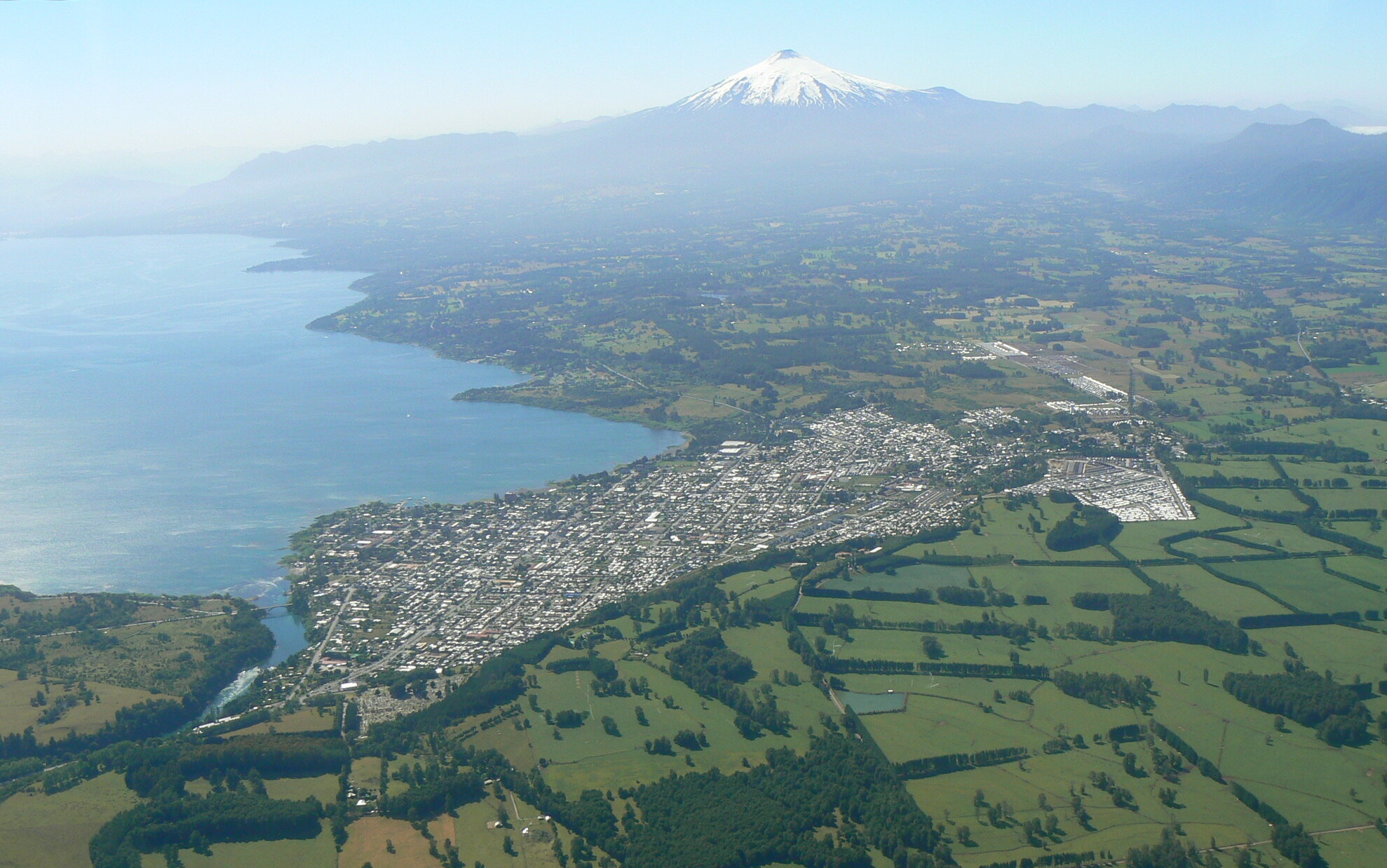
Volcán y ciudad de Villarrica.

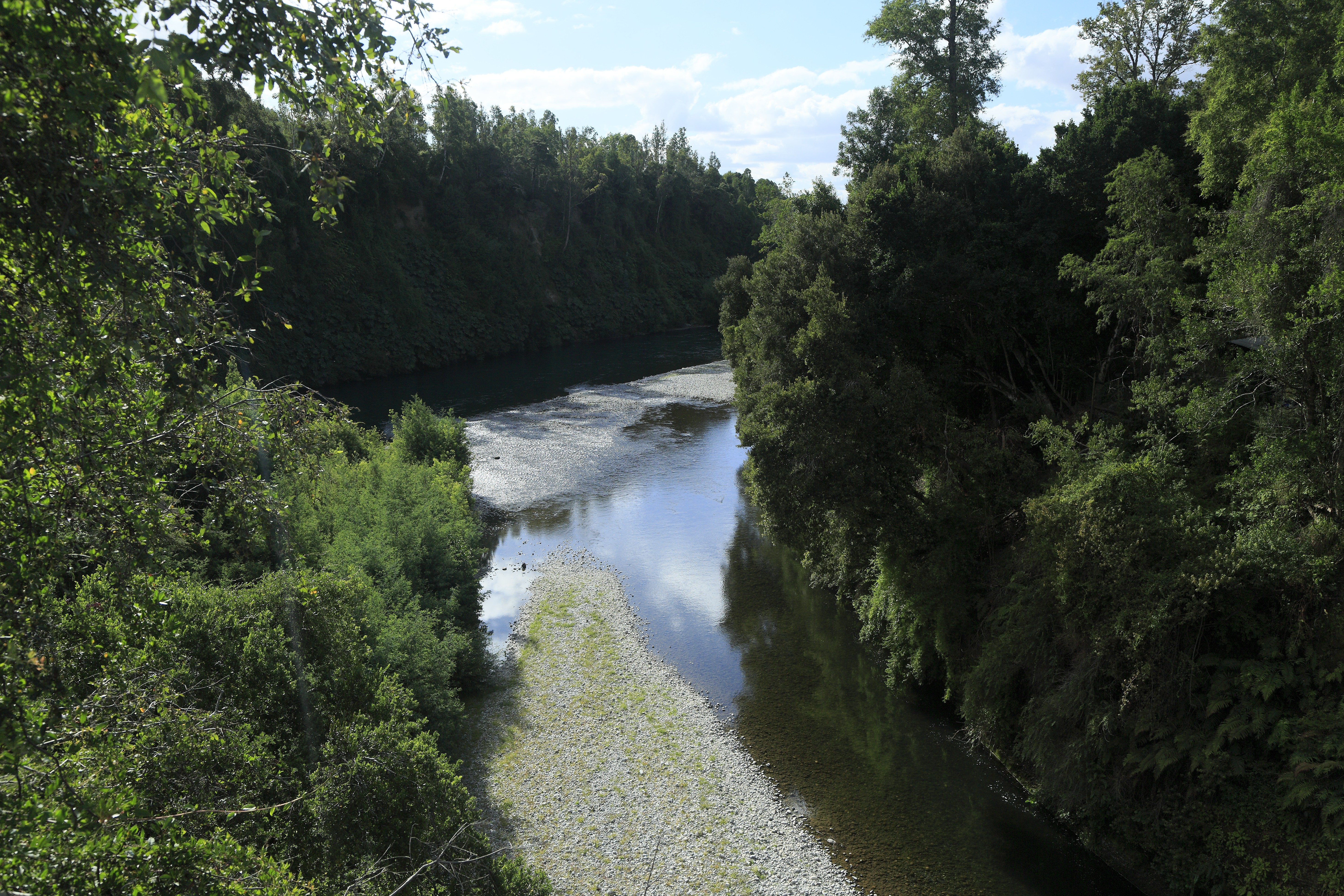
Río Pedregoso.

La cuenca desemboca cerca del poblado de Nueva Toltén y, siguiendo el sentido de los punteros del reloj, limita por intermedio de la cordillera de Nahuelbuta con las cuencas costeras entre río Budi y río Toltén (ítem 093) y la cuenca del lago Budi (ítem 092) y al norte con la cuenca del río Imperial y al noreste con el extremo sur de la cuenca del río Biobío. Al sureste y separada por la cordillera de los Andes limita con la cuenca transandina del río Aluminé. Al sur con la cuenca del río Valdivia (ítem 101), con las cuencas costeras entre límite regional y río Valdivia (ítem 100) y la del río Queule (ítem 095). 
Sus extremos alcanzan hasta las coordenadas geográficas 38°37'S, 39°38′S, 71°33′W y 73°15'W.: 459 
Los elementos geomorfológicos presentes en la cuenca son seis, los cuatro que conocemos en casi todo Chile, la planicies litorales, la cordillera de la Costa (Chile), la depresión intermedia y la cordillera de Los Andes. Entre la depresión intermedia y la cordillera se interponen por el norte la precordillera y por el sur los lagos de barrera morrenica. Entre la planicie litoral y la depresión intermedia se interponen los llanos de sedimentación fluvial o aluvional, que limitan por el norte a la cordillera de la Costa.

## Población y regiones
La hoya hidrográfica forma parte de la Región de la Araucanía y se extiende sobre la provincia de Cautín y las comunas de Melipeuco, Cunco, Freire, Teodoro Schmidt, Curarrehue, Pucón, Pitrufquén, Toltén, Gorbea, Vilarrica y Loncoche,  con un área total de 839.800 Ha equivalentes al 26% de la Región político-administrativa.: 15 
Las ciudades ubicadas en la cuenca corresponden a Villarrica, Freire, Pitrufquén, Pucón, Cunco y Gorbea. Entre las localidades pobladas de mayor importancia según el número de habitantes, se pueden mencionar las siguientes:
| Nombre          | Población comunal total en 2017 | Población comunal urbana en 2002 | Cauces asociados |
| --------------- | ------------------------------- | -------------------------------- | ---------------- |
| Villarrica      | 55.478                          | 30.859                           | Río Toltén       |
| Freire          | 24.606                          | 7.629                            | Río Toltén       |
| Pitrufquén      | 24.837                          | 13.420                           | Río Toltén       |
| Pucón           | 28.923                          | 13.837                           | Río Trancura     |
| Cunco           | 17.526                          | 8.806                            | Río Allipén      |
| Teodoro Schmidt | 15.045                          | 6.244                            | Río Toltén       |
| Gorbea          | 14.414                          | 9.413                            | Río Donguil      |
| Melipeuco       | 6.138                           | 2.333                            | Río Allipén      |

## Subdivisiones
La Dirección General de Aguas subdivide o reúne las cuencas de Chile acorde a las necesidades de estudio y gestión. Existen dos inventarios que han logrado ser aceptados como principales, el inventario de cuencas del Banco Nacional de Aguas (BNA) de 1978, de mayor uso, y el inventario de cuencas del Departamento de Administración de Recursos Hídricos (DARH) de 2014 de mejor cartografía que ha obligado a redefinir algunos límites, a veces con cambios mayores, pero también por algunas redefiniciones del concepto de subcuenca.
Bajo el BNA el código del ítem es 094 y con el DARH es 0903.
La subdivisión del BNA es como sigue:
| Sub- cuenca    | Subsub- cuenca | Aguas                                                             | Área drenaje km² |
| -------------- | -------------- | ----------------------------------------------------------------- | ---------------- |
| 094 Río Toltén |                |                                                                   |                  |
| 0940           | 09400          | Río Trafultraful                                                  | 325              |
| 0940           | 09401          | Río Zahuelhue y Río Guallerrupe                                   | 417              |
| 0940           | 09402          | Río Allipen entre Tres Juntas y bajo Río Llaima                   | 393              |
| 0940           | 09403          | Río Allipen Entre Río Llaima y Bajo Estero Cunco                  | 335              |
| 0940           | 09404          | Río Allipen Entre Estero Cunco y Río Curaco                       | 215              |
| 0940           | 09405          | Río Curaco                                                        | 561              |
| 0940           | 09406          | Río Allipen entre Río Curaco y Río Toltén                         | 339              |
| 0941           | 09410          | Río Maichin Hasta Bajo Estero Cuatro M.                           | 252              |
| 0941           | 09411          | Río Maichin Entre Estero Cuatro M. y Río Trancura                 | 237              |
| 0941           | 09412          | Río Trancura                                                      | 361              |
| 0941           | 09413          | Río Pucón Entre Junta Ríos Maichin y Trancura y Bajo Río Cavisani | 374              |
| 0941           | 09414          | Río Pucón entre Río Cavisani y Río Curileufu                      | 241              |
| 0941           | 09415          | Río Blanco en desagüe Lago Caburgua                               | 183              |
| 0941           | 09416          | Río Liucura                                                       | 364              |
| 0941           | 09417          | Lago Caburgua y Río Carrileufu en junta Río Pucón                 | 195              |
| 0941           | 09418          | Río Pucón Entre Río Curileufu y Desembocadura Lago Villarrica     | 175              |
| 0942           | 09420          | Lago Villarrica                                                   | 497              |
| 0942           | 09421          | Río Toltén Entre Desagüe Lago Villarrica y Río Pedregoso          | 270              |
| 0942           | 09422          | Río Pedregoso                                                     | 191              |
| 0942           | 09423          | Río Toltén entre Río Pedregoso y Río Allipen                      | 177              |
| 0943           | 09430          | Río Toltén entre Río Allipen y Río Donguil                        | 151              |
| 0943           | 09431          | Río Donguil Bajo Junta Estero Polul                               | 439              |
| 0943           | 09432          | Río Donguil Entre Estero Polul y Estero Quitratrue                | 131              |
| 0943           | 09433          | Estero Quitratrue (Puyehue)                                       | 155              |
| 0943           | 09434          | Río Donguil Entre Estero Quitratrue y Río Toltén                  | 172              |
| 0943           | 09435          | Río Mahuidanche Bajo Junta Estero Pidenco                         | 295              |
| 0943           | 09436          | Río Mahuidanche Entre Estero Pidenco y Río Toltén                 | 295              |
| 0943           | 09437          | Río Toltén Entre Estero Danquil y Estero Neicuf                   | 127              |
| 0943           | 09438          | Estero Neicuf                                                     | 326              |
| 0943           | 09439          | Río Toltén Entre Estero Neicuf y Desembocadura                    | 256              |
| Totales:       |                |                                                                   |                  |
| 4              | 30             | Región: IX (100%) / Tipo: Exorreica / Desemb.: O. Pacífico        | 8193             |

La disposición de cuencas en el inventario DARH es la siguiente:
| Código         | Nombre                                                      | Código en mapa    | Tipología de cuenca | Vertiente de cuenca | Origen de cuenca  | Temperatura media anual (C°) | Temperatura máxima (C°) | Temperatura mínima (C°) | Precipitación anual (mm) | Número de estaciones fluviométricas | Número de estaciones pluviométricas | Área (km²)        |
| -------------- | ----------------------------------------------------------- | ----------------- | ------------------- | ------------------- | ----------------- | ---------------------------- | ----------------------- | ----------------------- | ------------------------ | ----------------------------------- | ----------------------------------- | ----------------- |
| 0903           | Cuenca Río Toltén                                           | Cuenca Río Toltén | Cuenca Río Toltén   | Cuenca Río Toltén   | Cuenca Río Toltén | Cuenca Río Toltén            | Cuenca Río Toltén       | Cuenca Río Toltén       | Cuenca Río Toltén        | Cuenca Río Toltén                   | Cuenca Río Toltén                   | Cuenca Río Toltén |
| 09030000       | Río Allipén entre Río Negro y Río Toltén                    | 43                | Exorreica           | Pacífico            | Pluvial           | 10.8                         | 24.1                    | 2.5                     | 2177.2                   | 1                                   | 3                                   | 657.9             |
| 0903000000     | Río Allipen hasta Río Negro                                 | 44                | Exorreica           | Pacífico            | Pluvial           | 8.4                          | 23.1                    | -0.2                    | 1764.9                   | 2                                   | 1                                   | 383.5             |
| 09030000000    | Río Trafultraful                                            | 45                | Exorreica           | Pacífico            | Pluvial           | 7.5                          | 22.6                    | -1.1                    | 1645.9                   | 0                                   | 0                                   | 374.6             |
| 09030000001    | Río Zahuelhue y Río Guallerrupe                             | 46                | Exorreica           | Pacífico            | Pluvial           | 7.9                          | 22.9                    | -0.9                    | 1473.8                   | 0                                   | 1                                   | 308.1             |
| 09030000002    | Estero Pallanilahue                                         | 47                | Exorreica           | Pacífico            | Pluvial           | 8.4                          | 23.0                    | -0.1                    | 1772.4                   | 0                                   | 0                                   | 165.7             |
| 09030000003    | Río Curacalco                                               | 48                | Exorreica           | Pacífico            | Pluvial           | 8.3                          | 22.7                    | -0.0                    | 1879.3                   | 0                                   | 0                                   | 82.6              |
| 0903000001     | Río Negro                                                   | 49                | Exorreica           | Pacífico            | Pluvial           | 9.7                          | 24.0                    | 1.3                     | 2030.5                   | 0                                   | 0                                   | 95.3              |
| 0903000002     | Río Curaco                                                  | 50                | Exorreica           | Pacífico            | Pluvial           | 9.2                          | 23.1                    | 0.8                     | 2042.4                   | 1                                   | 0                                   | 556.6             |
| 09030100000    | Río Pucón                                                   | 51                | Exorreica           | Pacífico            | Pluvial           | 9.1                          | 23.0                    | 0.6                     | 1870.1                   | 1                                   | 3                                   | 339.7             |
| 090301000000   | Río Maichín                                                 | 52                | Exorreica           | Pacífico            | Pluvial           | 7.7                          | 22.4                    | -1.2                    | 1246.5                   | 0                                   | 0                                   | 471.3             |
| 090301000001   | Río Pangui                                                  | 53                | Exorreica           | Pacífico            | Pluvial           | 8.1                          | 22.6                    | -0.6                    | 1362.3                   | 0                                   | 0                                   | 125.4             |
| 090301000002   | Río Licura                                                  | 55                | Exorreica           | Pacífico            | Pluvial           | 8.4                          | 22.7                    | -0.2                    | 1597.0                   | 1                                   | 1                                   | 382.7             |
| 0903010000020  | Lago Caburgua                                               | 56                | Exorreica           | Pacífico            | Pluvial           | 9.2                          | 23.4                    | 0.7                     | 1878.7                   | 0                                   | 2                                   | 197.1             |
| 09030100000200 | Río Blanco                                                  | 57                | Exorreica           | Pacífico            | Pluvial           | 7.4                          | 22.1                    | -1.2                    | 1454.4                   | 0                                   | 0                                   | 183.0             |
| 090301000003   | Río Trancura                                                | 58                | Exorreica           | Pacífico            | Pluvial           | 7.6                          | 21.8                    | -1.2                    | 1262.2                   | 1                                   | 2                                   | 372.5             |
| 090301000004   | Río Cavisani                                                | 59                | Exorreica           | Pacífico            | Pluvial           | 7.7                          | 21.7                    | -1.0                    | 1458.9                   | 0                                   | 0                                   | 179.4             |
| 090301000005   | Río Palgulil                                                | 60                | Exorreica           | Pacífico            | Pluvial           | 7.2                          | 21.1                    | -1.3                    | 1555.5                   | 0                                   | 0                                   | 154.4             |
| 09030200       | Río Toltén entre Lago Villarrica y Río Allipe               | 61                | Exorreica           | Pacífico            | Pluvial           | 11.2                         | 24.0                    | 2.9                     | 2195.9                   | 3                                   | 1                                   | 249.6             |
| 0903020000     | Río Pedregoso                                               | 62                | Exorreica           | Pacífico            | Pluvial           | 9.5                          | 22.9                    | 1.3                     | 2218.7                   | 1                                   | 0                                   | 157.0             |
| 09030200000    | Lago Huilipilín                                             | 63                | Exorreica           | Pacífico            | Pluvial           | 10.2                         | 23.4                    | 1.9                     | 2423.5                   | 0                                   | 0                                   | 32.7              |
| 0903020001     | Lago Villarrica                                             | 64                | Exorreica           | Pacífico            | Pluvial           | 9.9                          | 23.3                    | 1.5                     | 2228.2                   | 0                                   | 0                                   | 494.8             |
| 0903020002     | Río Voipir                                                  | 65                | Exorreica           | Pacífico            | Pluvial           | 10.1                         | 23.0                    | 1.8                     | 2326.5                   | 0                                   | 0                                   | 201.7             |
| 090303         | Río Toltén                                                  | 0                 | Exorreica           | Pacífico            | Pluvial           | 12.4                         | 24.3                    | 4.4                     | 1569.2                   | 2                                   | 5                                   | 535.8             |
| 09030300       | Estero Huillo                                               | 67                | Exorreica           | Pacífico            | Pluvial           | 12.4                         | 24.4                    | 4.3                     | 1330.0                   | 1                                   | 1                                   | 329.3             |
| 09030301       | Río Donguil hasta junta Río Toltén                          | 66                | Exorreica           | Pacífico            | Pluvial           | 11.9                         | 24.2                    | 3.8                     | 1669.5                   | 1                                   | 0                                   | 172.1             |
| 0903030100     | Estero sin nombre (Petrenco)                                | 69                | Exorreica           | Pacífico            | Pluvial           | 11.7                         | 24.2                    | 3.5                     | 1889.9                   | 0                                   | 0                                   | 91.8              |
| 0903030101     | Río Donguil hasta junta Estero Sin Nombre (Sector Petrenco) | 70                | Exorreica           | Pacífico            | Pluvial           | 11.1                         | 23.6                    | 2.9                     | 2115.8                   | 0                                   | 0                                   | 478.3             |
| 0903030102     | Estero Quitratrue (Puyehue)                                 | 71                | Exorreica           | Pacífico            | Pluvial           | 11.2                         | 23.4                    | 3.1                     | 1900.5                   | 2                                   | 1                                   | 159.3             |
| 09030302       | Río Quinque                                                 | 68                | Exorreica           | Pacífico            | Pluvial           | 12.0                         | 24.1                    | 3.9                     | 1568.3                   | 0                                   | 0                                   | 134.6             |
| 0903030200     | Río Mahuidanche                                             | 72                | Exorreica           | Pacífico            | Pluvial           | 11.3                         | 23.3                    | 3.3                     | 1723.1                   | 1                                   | 0                                   | 449.9             |

## Hidrología

Mapa unifilar de la red hidrográfica de la cuenca del río Toltén.

### Red hidrográfica
Los cuerpos de agua considerados en esta categoría son:

### Caudales y régimen
El régimen de la cuenca es decididamente pluvial, salvo en sus orígenes donde el régimen es mixto, y su caudal sufre marcadas variaciones estacionales.: 460 

### Glaciares
El inventario público de glaciares de Chile 2022 consigna un total de 64 glaciares en la cuenca, de los cuales 13 no tienen nombre. El área total cubierta es de 38,07 km² y se estima el volumen de agua almacenada en los glaciares en 1,55 km³.

### Humedales
El Programa Inventario Nacional de Humedales muestra numerosos humedales en la cuenca del río Toltén.

## Clima

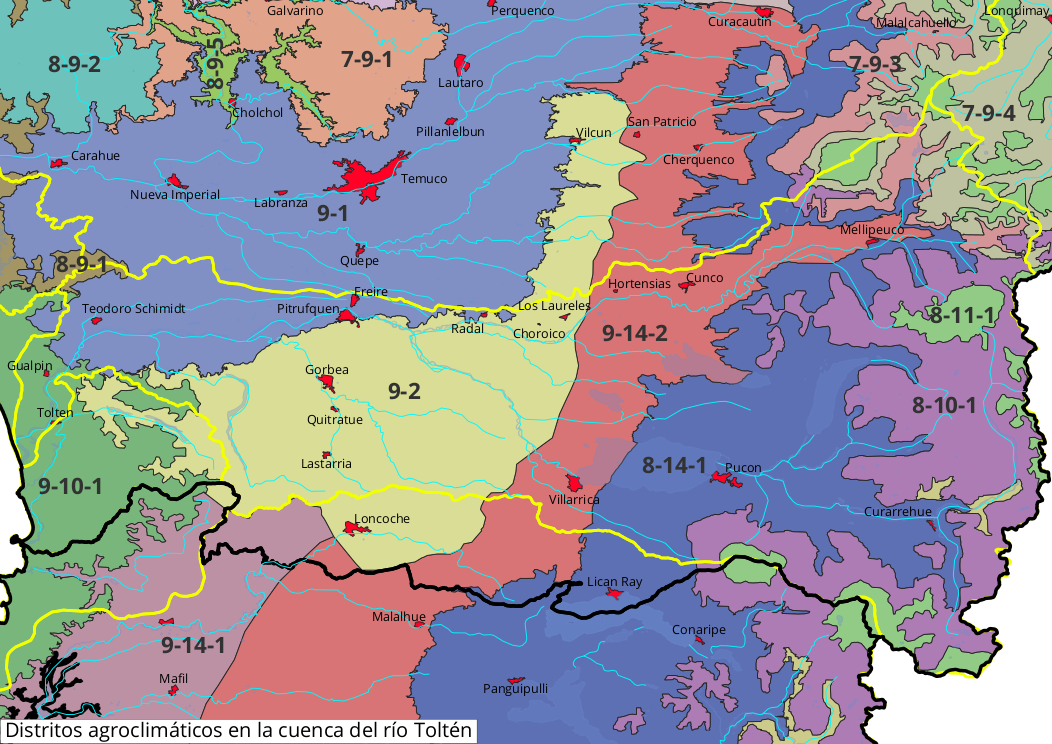
Distritos agroclimáticos en la cuenca.

## Actividades económicas

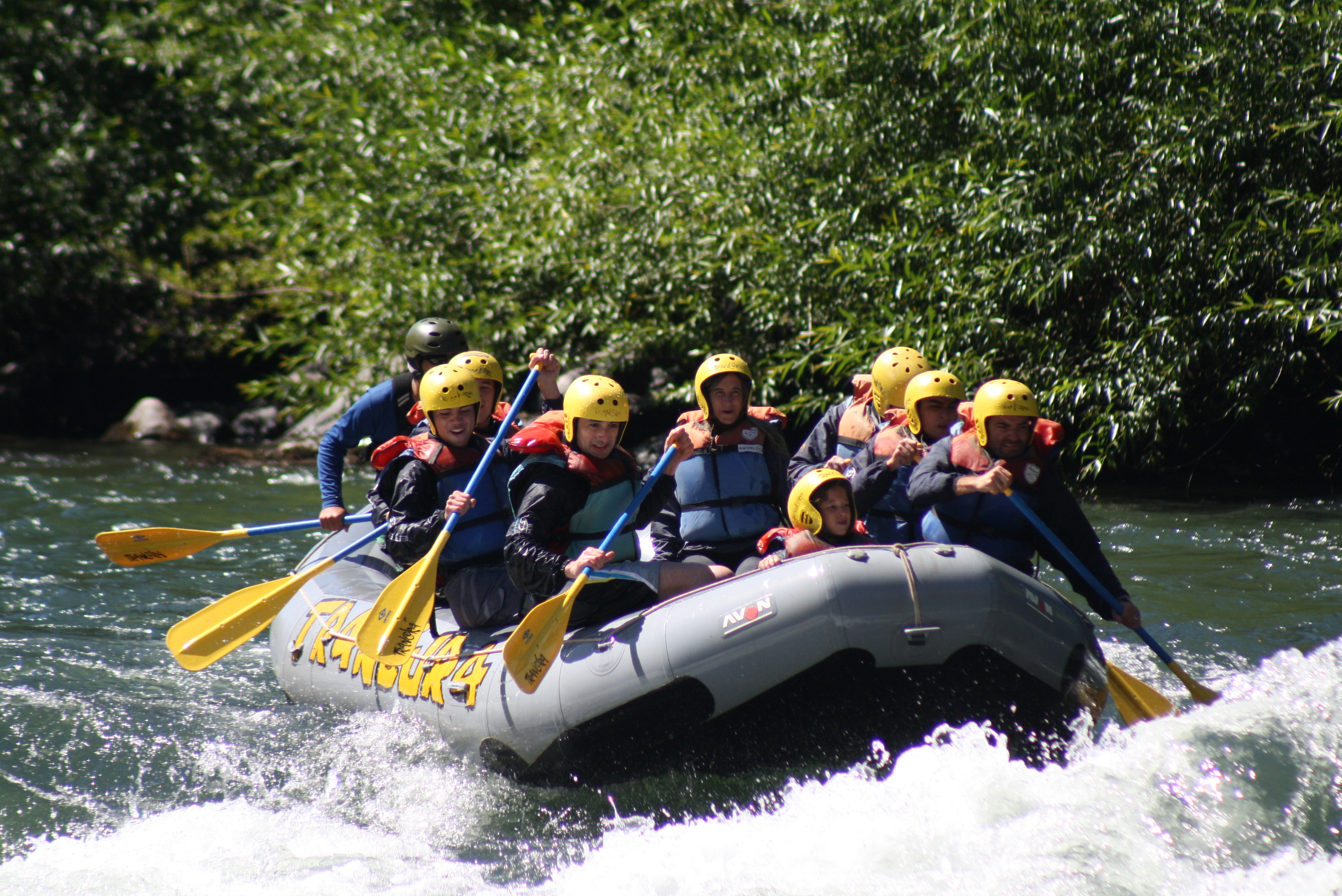
Rafting en el río Trancura.